# Escudo

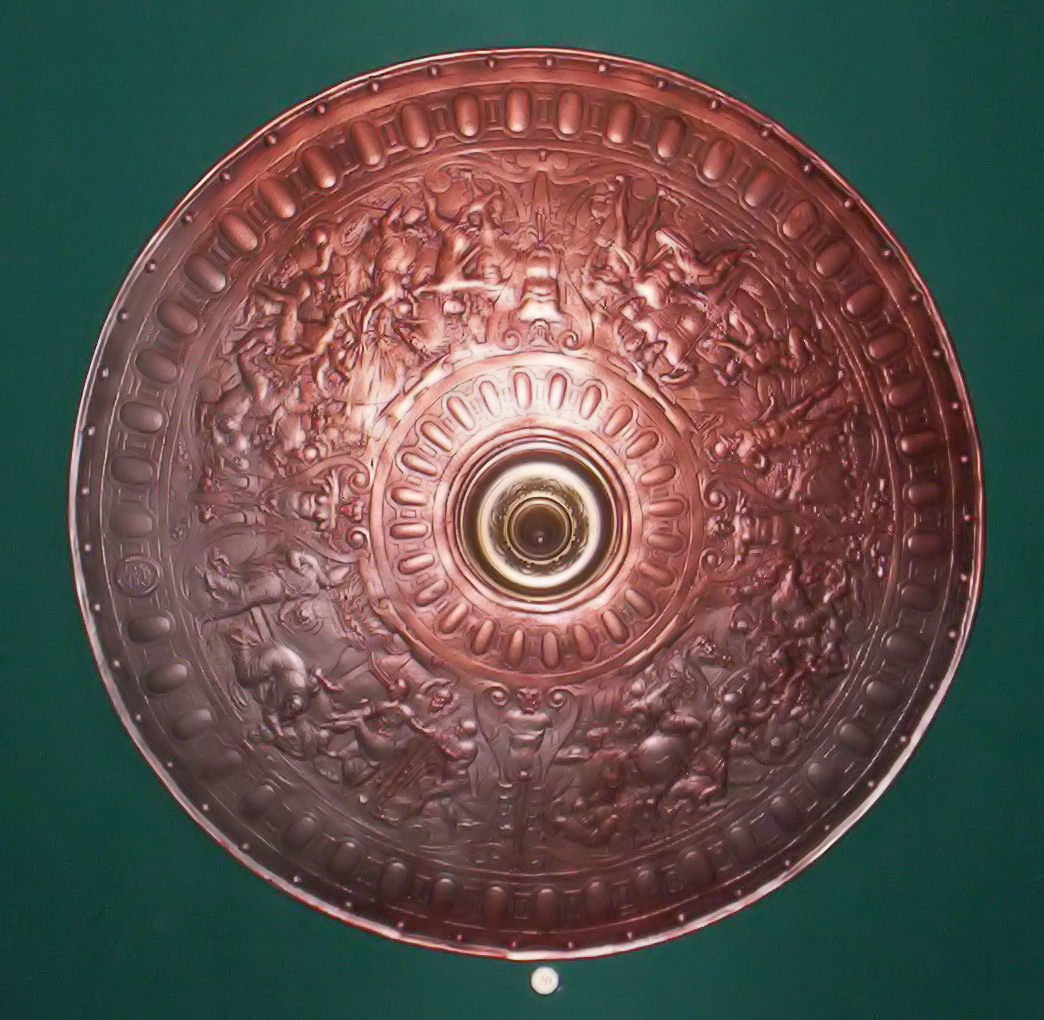
Exemplo de escudo de bronze.

Escudo (do latim scutu) é uma peça de armadura pessoal segurada normalmente na mão, que pode ou não ser presa ao pulso ou antebraço. Os escudos são utilizados para interceptar ataques específicos, sejam de armamento de curto alcance ou projéteis como flechas, por meio de bloqueios ativos, bem como para fornecer proteção passiva fechando uma ou mais linhas de combate durante o combate. Atualmente, é utilizado pela polícia, sendo confeccionado de materiais sintéticos à prova de bala. O principal material usado atualmente é o policarbonato, um material leve e com alta resistência a impacto. 

## História

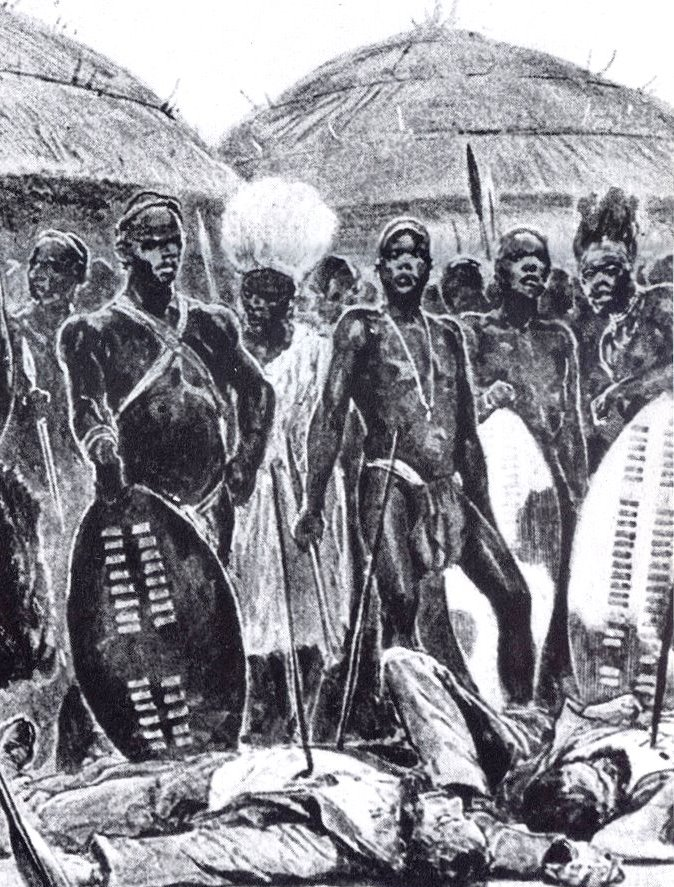
Guerreiros do Reino Zulu com seus escudos em 1847.

### Uso do escudo naAmérica Pré-Colombiana
Os nativos das Américas faziam escudos com o couro da anta curtido no sol. Ele resistia a flechadas e a balas de arcabuz. Seus escudos também podiam ser feitos de palha, taquara ou  madeira. Os índios tucanos, da Amazônia, faziam escudos trançados com cerca de 60 centímetros de diâmetro.
Algumas tribos da Amazônia confeccionavam seus escudos com taquaras partidas longitudinalmente e atadas umas às outras.

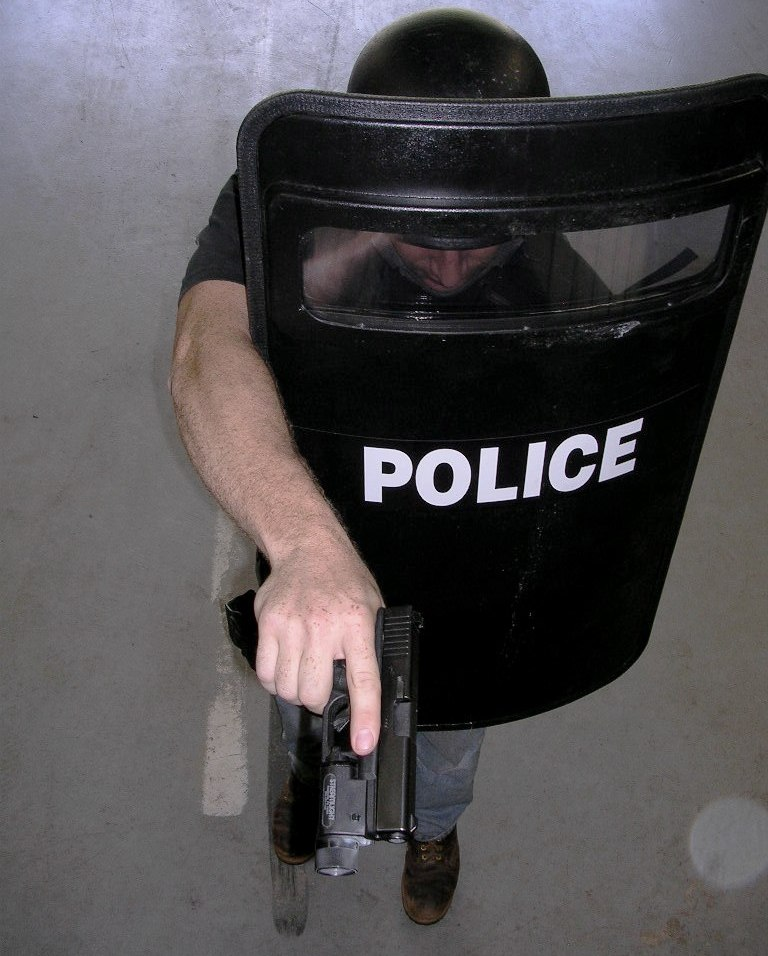
Um policial usando um escudo.

Os escudos dos astecas do México eram redondos e feitos de madeira ou bambu adornados de plumas e metais preciosos.